# الطاقة البحرية في نيوزيلندا

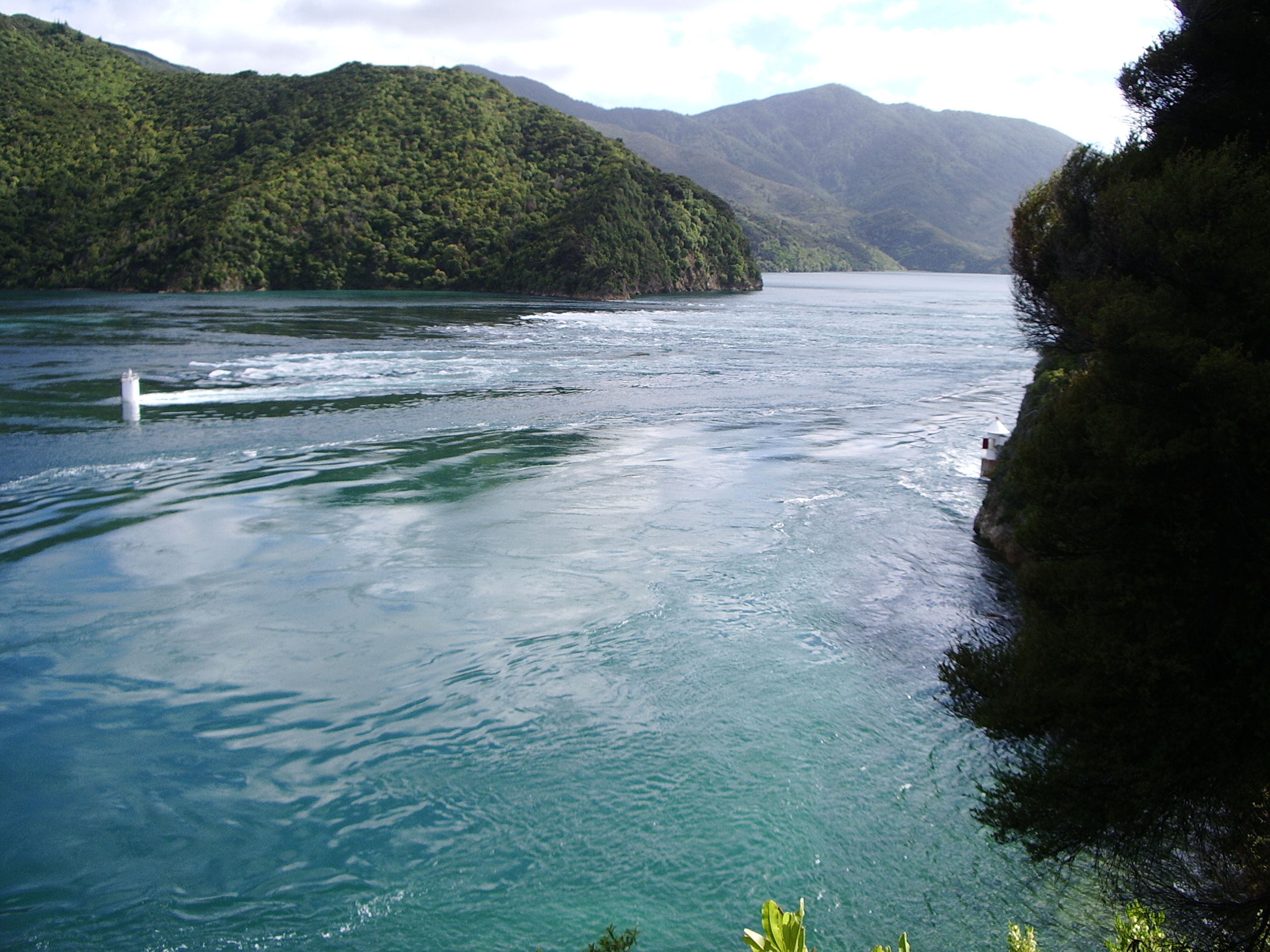
الممر الفرنسي تجري فيه أسرع تدفقات المد والجزر في نيوزيلندا

تمتلك نيوزيلندا موارد كبيرة من الطاقة البحرية ولكنها لا تولد أي طاقة منها بعد. أفاد التلفزيون النيوزلندي في عام 2007 أن أكثر من 20 مشروعًا للطاقة المدجزرية والموجية قيد التطوير حاليًا.  ومع ذلك، لا يتوفر الكثير من المعلومات العامة حول هذه المشاريع.
تأسست جمعية أوتياروا للطاقة الموجية والمدجزرية في عام 2006 "لتعزيز استغلال الطاقة البحرية في نيوزيلندا". وفقًا للنشرة الإخبارية الصادرة في 10 فبراير 2008، فإنها تتكون من 59 عضوًا. ومع ذلك، فإن الجمعية لا تقدم قائمة بأسماء أعضائها.
من عام 2008 إلى عام 2011، تخصص هيئة كفاءة الطاقة والمحافظة عليها 2 مليون دولار سنويًا من صندوق نشر الطاقة البحرية، الذي أُنشِئ لتشجيع استخدام هذا المورد.
يظهر أن مضيق كوك الأكبر وميناء كايبارا يقدمان أكثر المواقع الواعدة لاستخدام التوربينات تحت الماء. إذ مُنِحت موافقتين على الموارد للمشاريع التجريبية في مضيق كوك نفسه وفي قناة توري، ويجري السعي للحصول على موافقة لمواقع المشروع عند مدخل ميناء كايبارا. تشمل المواقع المحتملة الأخرى موانئ مانوكاو وهوكيانجا، والممر الفرنسي. تنتج الموانئ تيارات تصل إلى 6 عقدة مع تدفقات مدية تصل إلى 100،000 متر مكعب في الثانية. وأحجام المد والجزر هذه أكبر بـ12 مرة من التدفقات في أكبر أنهار نيوزيلندا.

## طاقة المد والجزر
تنشئ قوة المد والجزر من خلال التقاط بعض الطاقة في المد والجزر أثناء دورانها ذهابًا وإيابًا، مرتين يوميًا. يمكن أن تكون أجهزة المد والجزر عبارة عن هياكل شبيهة بالسدود أو السدود (قناطر)، تستخدم لإيقاف المد والجزر، أو توربينات مثبتة في تيار المد والجزر.
ووفقًا للمعايير العالمية، فإن المد والجزر في نيوزيلندا، في الغالب، يكون معتدل ويتراوح المد عادة بين متر ومترين. وعادة ما تكون تيارات المد والجزر حوالي كيلومترين في الساعة (عقدة واحدة). وتوجد بعض الاستثناءات داخل وحول مضيق كوك، حيث يمكن أن تكون تيارات المد والجزر أقوى بكثير، وعند مدخل بعض الموانئ، ولا سيما ميناء كايبارا. تساعد مثل هذه المناطق على تركيز التيارات، مما يمنح مستويات طاقة تصل إلى 750 واط لكل متر مربع.
يتم التحكم في المد والجزر بشكل أساسي عن طريق جاذبية القمر. إذ يدور القمر مرة واحدة تقريبًا في اليوم حول الأرض، ويجذب أثناء حركته ارتفاعاً من الماء يسمى المد العالي الذي ينتقل أيضًا حول الأرض. يوجد في الواقع مدّان مرتفعان، لأن الأرض والقمر كنظام يدوران حول مركز مشترك للكتلة. هذا المركز يقع على بعد ثلثي مركز الأرض، وليس من مركز الأرض. وتأثير دوران الأرض حول هذا المركز كجهاز طرد مركزي، مما يؤدي إلى الاتفاع ثانٍ للمد والجزر في المحيط الأبعد عن القمر.
التأثير الثاني على المد والجزر يحدث بسبب الجاذبية من الشمس. تأثير الجاذبية من الشمس أقل من تأثير القمر، لأنه بعيد جدًا عن الأرض. ومع ذلك، فإن الشمس تؤثر على نطاق المد والجزر. إذ عندما يتم محاذاة الشمس والأرض والقمر في خط مستقيم (عند القمر الجديد والقمر الكامل)، تتحد تأثيرات المد والجزر، مما ينتج عنه المد والجزر المرتفع والمنخفض بشكل خاص يسمى المد والجزر الربيعي. وعندما تكون الشمس في الزاوية اليمنى للقمر، تختفي التأثيرات جزئيًا، مما ينتج عنه موجات مد صغيرة تسمى المد والجزر.
في نيوزيلندا نطاق مد وجزر صغير نسبيًا، وعادة ما يكون أقل من مترين. ومع ذلك، فإن بعض الموانئ الأكبر على الساحل الغربي للجزيرة الشمالية ولا سيما كايبارا تشهد تيارات كبيرة مع ارتفاع وانخفاض المد والجزر.
وعلى العموم، هناك 62 تأثيرًا طبيعيًا معترفًا به على المد والجزر، على الرغم من أن بعضها فقط سيكون مهمًا في موقع معين. فجاذبية القمر والشمس هي الأهم.
يحدث التأثير الثالث لأن القمر يدور بزاوية مع خط الاستواء. هذا يعني أنه إذا كان أحد النتوءات التي تتحرك حول الأرض فوق خط الاستواء، فإن الارتفاع الآخر يكون أسفل خط الاستواء. ويترتب على ذلك أيضًا أن بعض الأماكن ستشهد مدًا نهاريًا واحدًا يوميًا، في حين أن أماكن أخرى سيكون لها مد نصف نهاري مرتين في اليوم. على سبيل المثال، هناك مد نهاري في بحر روس بالقرب من القارة القطبية الجنوبية كل 24.84 ساعة. ارتفاع هذا المد يتضاءل إلى الصفر تقريبًا في دورة تستغرق 13.66 يومًا. المد والجزر في نيوزيلندا شبه نهاري. والسبب الرئيسي، المد القمري يسمى M2. يرمز الحرف M إلى القمر والرقم 2 مرتين في اليوم.
يحدث التأثير الرابع بسبب أن مدار القمر حول الأرض ومدار الأرض حول الشمس بيضاوي الشكل وليس دائريًا. تأثير ذلك هو أن الوقت بين المد والجزر يتغير قليلاً من يوم لآخر. يستغرق القمر حوالي 24.8 ساعة للدوران حول الأرض، لذلك يستغرق نصف هذا الوقت 12.4 ساعة، لحدوث المد M2. يمكن توقع المد والجزر في وقت مبكر، لأن القمر والأرض لهما مدارات يمكن التنبؤ بها. يدير المعهد الوطني لأبحاث المياه والغلاف الجوي (NIWA) نموذجًا حاسوبيًا للمد والجزر خاصًا بنيوزيلندا.
يتم تحديد نمط المد والجزر الفعلي والتوقيت من خلال طبيعة الرنين في كل حوض محيط مع الترددات المختلفة لتأثيرات الجاذبية، على مدى عدة دورات. إن وضع نيوزيلندا (مثل وضع أيسلندا) عبارة عن جزيرة صغيرة في حوض كبير، وتكتسح قمم وقيعان المد والجزر M2 باستمرار عكس اتجاه عقارب الساعة حول نيوزيلندا. عندما يكون المد مرتفعًا على الساحل الغربي يكون المد منخفضًا على الساحل الشرقي، والعكس صحيح: الفكرة المباشرة لارتفاعات المد والجزر المتوافقة مع القمر غير كافية. تكون هذه التيارات أكثر وضوحًا في المضائق مثل مضيق كوك ومضيق فوفو. ومن الأمثلة البارزة الممر الفرنسي قبالة مضيق كوك الأكبر ، حيث يمكن أن تصل تيارات المد والجزر، على الرغم من نطاق المد والجزر المنخفض، إلى ما يقرب من ثماني عقد.

### مانابوري

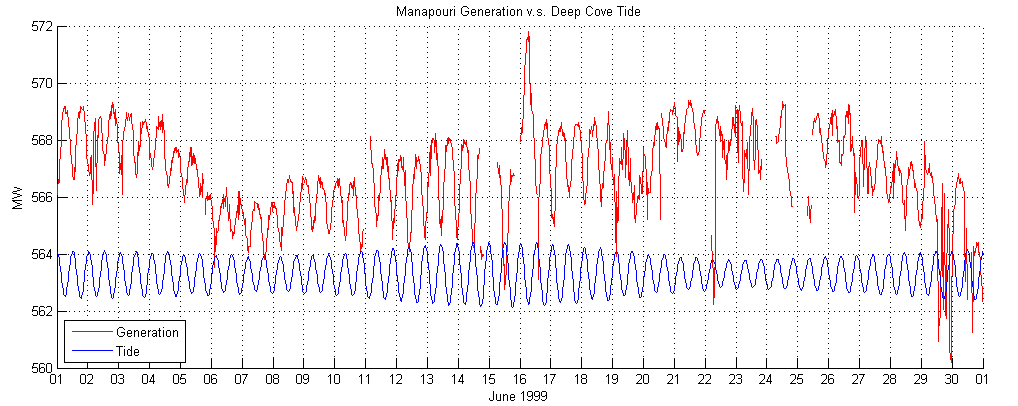
ارتفاع التوليد والمد والجزرGeneration and tide height

منذ إنشاء محطة مانابوري للطاقة، كان هناك حوالي خمسة ميغاواط من التوليد المحدد للمد والجزر. يخرج مخرج النفق الخلفي بواسطة مضيق ديسكي ساوند عند مستوى سطح البحر، وبالتالي يتأثر الرأس الفعال لمحطة الطاقة بمستوى المد هناك. إذا تم تشغيل التوربينات بفتحة تدفق ثابتة، فإن الطاقة المنتجة ليست ثابتة ولكنها تتبع المد والجزر، وهو تأثير يمكن رؤيته في الرسم البياني التالي. لاحظ أن التوقيت يتبع المد والجزر على مدار الساعة، وليس الدورة الأربع والعشرين المعتادة لاستخدام الكهرباء.
محطة توليد الطاقة أوبونيك لها شريطها الخلفي إلى الشاطئ ولكن تشغيلها متقطع ، لذا إذا كان هناك أي تأثير مدّي على التوليد هناك ، فمن غير الواضح.

### مضيق كوك

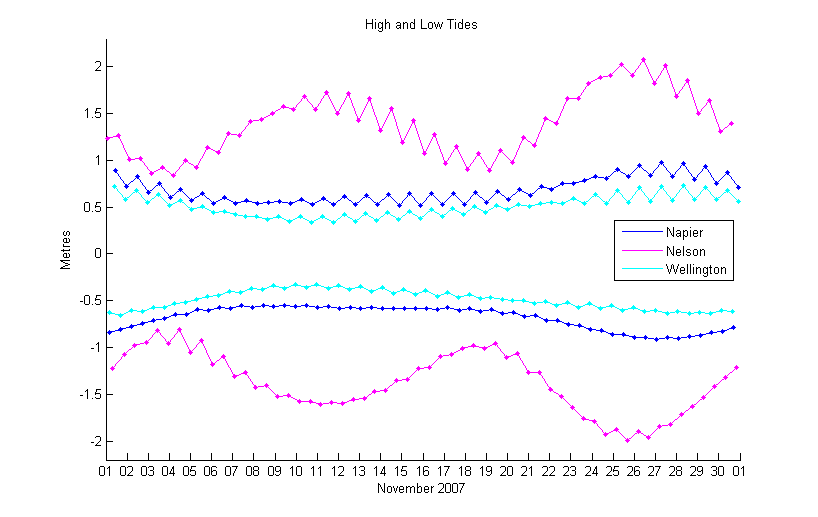
أنماط المد والجزر في مضيق كوك. يوجد في الجزء الجنوبي (نيلسون) مد وجزر ربيعي شهريًا مقابل مد وجزر واحد فقط على الجانب الشمالي (ويلينجتون ونابير).

يتدفق المد والجزر في مضيق كوك بين الأقوى في العالم، على الرغم من أن نطاقه المد والجزر أصغر من معظم الأماكن في نيوزيلندا. وذلك لأن مكون المد القمري الرئيسي M2 الذي يدور عكس اتجاه عقارب الساعة حول نيوزيلندا خارج الطور عند كل طرف من طرفي المضيق. على جانب المحيط الهادئ. يحدث المد العالي قبل خمس ساعات من حدوثه على جانب بحر تاسمان. من جهة ارتفاع المد والجزر من جهة أخرى، يمكن أن يؤدي الاختلاف في مستوى سطح البحر إلى تيارات المد والجزر تصل إلى 2.5 متر في الثانية (5 عقدة) عبر مضيق كوك وكذلك في قناة توري. من المضاعفات غير المعتادة أنه على الرغم من وجود مدين ربيعيين شهريًا على الجانب الجنوبي، فإن الجانب الشمالي لديه مد ربيعي واحد فقط في الشهر، كما هو موضح في قطعة الأرض. والنتيجة الأخرى لهذه المد والجزر المتعارضة هي أنه لا يوجد تغيير تقريبًا في ارتفاع المد عند مركز المضيق. على الرغم من أن تدفق المد والجزر يجب أن يتدفق في اتجاه واحد لمدة ست ساعات ثم الاتجاه العكسي لمدة ست ساعات، إلا أن اندفاعًا معينًا قد يستمر ثماني أو عشر ساعات مع ضعف الاندفاع العكسي. في الظروف الجوية الصاخبة بشكل خاص، يمكن إبطال الاندفاع العكسي، ويمكن أن يظل التدفق في نفس الاتجاه خلال ثلاث فترات اندفاع وأطول. يشار إلى هذا على الرسوم البيانية البحرية للمنطقة.
هناك العديد من تمثيلات النماذج الحاسوبية لتدفق المد والجزر عبر مضيق كوك. في حين أن مكونات المد والجزر يمكن تحقيقها بسهولة، يصعب نمذجة التدفق المتبقي.
في أبريل 2008 تم منح موافقة مورد لشركة نبتون باور (Neptune Power) لتركيب توربين تجريبي لتيار المد والجزر تحت الماء في المضيق. تم تصميم التوربين في بريطانيا وسيتم بناؤه في نيوزيلندا بتكلفة 10 ملايين دولار. يبلغ قطرها أربعة عشر متراً ومصنوعة من ألياف الكربون، وستكون قادرة على إنتاج ميغاواط واحد. سيتم وضعها في 80 مترا من المياه، 4.5 كيلومتر جنوب رأس سنكلير، في المياه المعروفة باسم "كاروري ريب". سيتم نقل الطاقة من التوربين إلى الشاطئ في محطة فاكتر ايلند بي الفرعية. التوربين مرشد وسيتم وضعه في المد والجزر البطيء للاختبار. تأمل شركة نبتون في توليد الطاقة من الوحدة بحلول عام 2010. تدعي الشركة أن هناك حركة مدية كافية في مضيق كوك لتوليد 12 جيجاوات من الطاقة، أي أكثر من مرة ونصف من متطلبات نيوزيلندا الحالية. في الممارسة العملية، يمكن تسخير بعض هذه الطاقة فقط.
على الجانب الآخر من المضيق، تحدثت شركة بيسيفك للطاقة (Energy Pacifica) لبعض الوقت عن التقدم بطلب للحصول على موافقة الموارد لتركيب ما يصل إلى عشرة توربينات بحرية، كل منها قادر على إنتاج ما يصل إلى 1.2 ميجاوات، بالقرب من مدخل مضيق كوك إلى قناة توري. يذكرون أن قناة توري تمتكلك تدفقات مدية تبلغ 3.6 متر في الثانية مع قياس أعماق جيد وإمكانية الوصول إلى شبكة الكهرباء. لم يتم تقديم أي طلب بحلول مارس 2011.
الطاقة المولدة من توربينات المد والجزر البحرية تختلف حسب مكعب سرعة المد والجزر. نظرًا لأن سرعة المد والجزر تتضاعف، يمكن إنتاج طاقة المد والجزر بمقدار ثمانية أضعاف في المد الربيعي مقارنة بالمد والجزر المحاذية.

### ميناء كايبارا
مدخل ميناء كايبارا، أحد أكبر الموانئ في العالم، هو قناة إلى بحر تاسمان. يضيق بعرض 6 كيلومتر (3.7 ميل)، وأكثر من 50 متر (160 قدم) عميق في أجزاء. في المتوسط، يرتفع المد والجزر في كايبارا وينخفض بمقدار 2.10 متر (6.9 قدم). عند ارتفاع المد، غمرت المياه ما يقرب من 1000 كيلومتر مربع. تصل تدفقات المد والجزر في الربيع إلى 9 كم / ساعة (5 عقدة) في قناة الدخول وتحرك 1,990 مليون متر مكعب لكل حركة مد أو 7،960 مليون متر مكعب يوميًا.
في عام 2011 حصلت شركة كرست للطاقة (Crest Energy)، على موافقة المورد لتركيب حوالي 200 توربين مد وجزر تحت الماء لمحطة Kaipara Tidal Power التي ستستخدم تدفقات المد والجزر الكبيرة التي تتحرك داخل وخارج الميناء كل يوم بالقرب من مصب الميناء لإنتاج الكهرباء لحوالي 250.000 دور.
تخطط شركة كرست لوضع التوربينات على عمق 30 مترًا على الأقل على امتداد عشرة كيلومترات من القناة الرئيسية. تُظهر الرسوم البيانية التاريخية أن امتداد القناة هذا قد تغير قليلاً على مدار 150 عامًا. سوف يدور خرج التوربينات مرتين يوميًا مع ارتفاع وانخفاض المد والجزر. سيكون لكل توربين قدرة قصوى تبلغ 1.2 ميغاواط، ومن المتوقع أن يولد 0.75 ميغاواط في المتوسط بمرور الوقت.
يبلغ مستوى الذروة لتوليد التوربينات المدمجة حوالي 200 ميغاواط. هذا يتجاوز احتياجات الكهرباء القصوى المتوقعة لنورثلاند. سيكون لها فوائد بيئية في تعويض انبعاثات الكربون السنوية من مولد توربيني غازي حراري يبلغ 575000 طن من الكربون. تبلغ تكلفة المشروع حوالي 600 مليون دولار، ولكي يكون اقتصاديًا يجب توسيع نطاقه بسرعة إلى ما يقرب من السعة الكاملة.
ومع ذلك، في حين وافقت إدارة الحفظ على المشروع وجعلت شروط مراقبة بيئية جوهرية جزءًا من الموافقة، فإن المشروع لديه أيضًا معترضون على أساس التأثيرات المزعومة على النظم البيئية المحلية وصيد الأسماك. تم الانتهاء من الاستئناف أمام محكمة البيئة في عام 2010، مع إصدار قرار إيجابي في فبراير 2011.

## طاقة الأمواج
تتضمن طاقة الأمواج تحويل الطاقة في أمواج سطح المحيط إلى كهرباء باستخدام أجهزة إما مثبتة على الشاطئ أو في قاع البحر أو تطفو في البحر. تختلف طاقة الأمواج بمرور الوقت اعتمادًا على وقت ومكان حدوث الرياح والعواصف التي تقود الأمواج. طاقة المد والجزر أكثر انتظامًا ويمكن التنبؤ بها.
منطقتان للرياح تؤثران على نيوزيلندا. تهيمن الرياح التجارية الجنوبية الشرقية على الشمال مما أدى إلى إحياء إعصار عرضي من المناطق الاستوائية. تهيمن الأربعينيات الصاخبة على بقية البلاد، وهي عبارة عن مجموعة واسعة من الرياح الغربية التي تمتد على خطوط العرض الوسطى لنصف الكرة الجنوبي. تمتد الأربعينيات الصاخبة على معظم الجزء الجنوبي من بحر تاسمان والمحيط الجنوبي. تنتج هذه الرياح بعضًا من أكثر البحار عاصفة في العالم، حيث يتجاوز ارتفاع الأمواج الأقصى بانتظام 4 أمتار.
في المتوسط، تقدم موجات المحيط في نيوزيلندا حوالي 25 كيلوواط لكل متر من الخط الساحلي. تتمتع السواحل الغربية والجنوبية الغربية بأكثر الأمواج نشاطًا في البلاد. حتى في الأيام التي لا تهب فيها الرياح، لا تزال هناك أمواج تتولد في المحيط الجنوبي. تصل طاقة موجية أقل إلى الساحل الشمالي الشرقي، لأنها محمية من موجات الجنوب الغربي (انقر فوق الارتباط الموجود على اليمين للحصول على رسم تخطيطي). تتناسب كمية الطاقة في الموجة مع مربع ارتفاعها، لذا تحتوي الموجة التي يبلغ طولها مترين على أربعة أضعاف طاقة الموجة التي يبلغ طولها مترًا واحدًا.
تقنية طاقة الأمواج هو برنامج تعاون في مجال البحث والتطوير تموله الحكومة بين مركز البحوث الصناعية المحدودة ومعهد كراون للأبحاث وشركة باور بروجكت المحدودة، وهي شركة مملوكة للقطاع الخاص ومقرها في ويلينغتون. يسعى البرنامج إلى تطوير جهاز للطاقة الموجية يولد الكهرباء من كل من الطاقة الحركية والمحتملة المتاحة في أمواج المحيطات المفتوحة. في عام 2010 ، تلقت WET-NZ موافقة المورد لاختبار النموذج الأولي نصف النطاق في موقعين للاختبار. يسمى الجهاز الآن Azura ويتم اختباره في هاواي.

## الجدول الزمني
- 1966: بدأ تشغيل أول مشروع وابل من المد والجزر في العالم في لارانس، فرنسا، بسعة 240 ميغاواط.
- 2003: Seaflow، أول نموذج أولي لتوربينات تحت الماء في العالم ، يتم تشغيله قبالة شمال ديفون بقدرة قصوى تبلغ 300 كيلو وات.[25]
- 2008: أول مزرعة أمواج تجارية في العالم يتم تشغيلها في البرتغال. تستخدم أجهزة Pelamis وتبلغ طاقتها القصوى 2.25 ميجاوات.[26][27]
- 2008: SeaGen، أول مولد طاقة لتيار المد والجزر على نطاق تجاري في العالم ، يتم تشغيله في Strangford Lough، أيرلندا الشمالية بقدرة قصوى تبلغ 1.2 ميجاوات.[28]
- 2008: تتقدم شركة Crest Energy Kaipara Limited بطلب للحصول على موافقة مورد لإنزال 200 توربين بحري بالقرب من مدخل ميناء كايبارا، بسعة قصوى تبلغ 200 ميجاوات.[29]
- 2008: أعطت شركة نيبتون للطاقة موافقة المورد لبناء توربين تجريبي قبالة رأس سنكلير في مضيق كوك.[30]
- 2008: تتقدم شركة بيسفيك للطاقة بطلب للحصول على موافقة مورد لتركيب ما يصل إلى 10 توربينات بحرية، كل منها قادر على إنتاج ما يصل إلى 1.2 ميجاوات ، بالقرب من مدخل مضيق كوك إلى قناة توري.[9]